# Pyrrhulina semifasciata
Pyrrhulina semifasciata is een straalvinnige vissensoort uit de familie van de slankzalmen (Lebiasinidae). De wetenschappelijke naam van de soort is voor het eerst geldig gepubliceerd in 1876 door Steindachner.